# Suillus spraguei
Bolet peint
Espèce
Suillus spraguei ou Suillus pictus, le Bolet peint, est une espèce de champignons basidiomycètes du genre Suillus de la famille des Suillaceae. Il pousse principalement aux États-Unis et au Canada, mais a été trouvé en Europe et en Russie. Ce bolet est bien caractérisé par son chapeau rouge vin, sec et méchuleux, ses pores anguleux et par la présence d'un voile partiel. 

## Taxonomie
Le nom correct complet (avec auteur) de ce taxon est Suillus spraguei (Berk. & M.A. Curtis) Kuntze, 1898. 
L'espèce a été initialement classée dans le genre Boletus sous le basionyme Boletus spraguei Berk. & M.A. Curtis, 1872.

### Synonymes
Suillus spraguei a pour synonymes :
- Boletus murrayi Berk. & M.A.
- Boletus pictus Peck, 1872
- Boletus spraguei Berk. & M.A.

- Boletus murrayi Berk. & M.A. Curtis
- Boletus pictus Peck
- Boletinus pictus Peck
- Suillus murrayi (Berk. & M.A. Curtis) Kuntze
- Suillus pictus (Peck) Kuntze

### Phylogénie

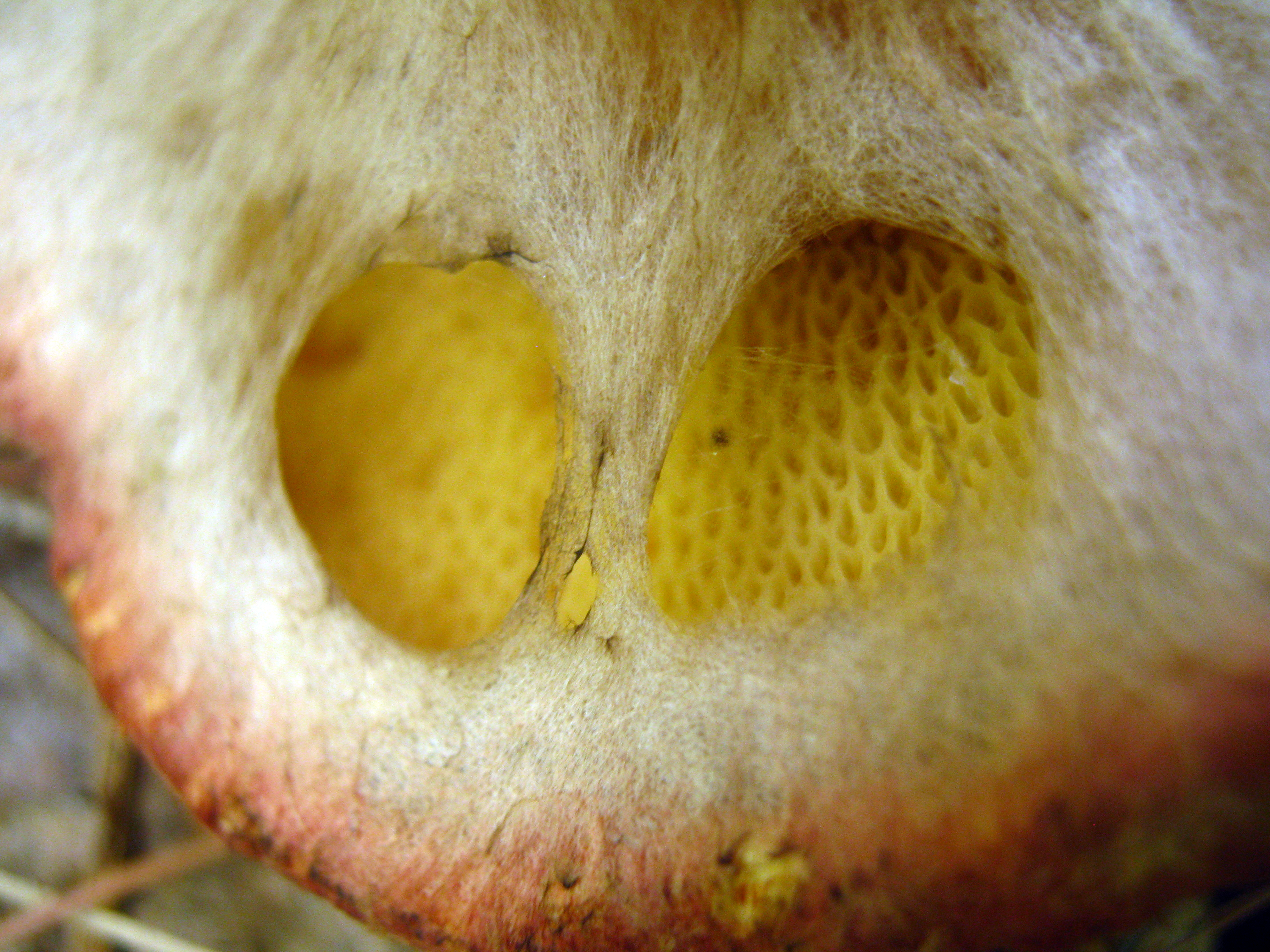
Pores anguleux et voile de S. spraguei.

L'histoire taxonomique de Suillus spraguei est complexe. Le premier spécimen a été collecté en Nouvelle-Angleterre en 1856 par Charles James Sprague, et une description scientifique formelle a été publiée en 1872 lorsque Miles Joseph Berkeley et Moses Ashley Curtis l'ont appelé Boletus spraguei. Dans une publication parue l'année suivante, le mycologue américain Charles Horton Peck a nommé l'espèce Boletus pictus. 
Berkeley et Curtis avaient également décrit ce qu'ils pensaient être une nouvelle espèce - Boletus murrai - bien que Rolf Singer ait considéré plus tard qu'il s'agissait simplement d'une version plus jeune de leur Boletus spraguei. La description de Peck a été publiée en 1873, mais le cachet de la date sur la publication originale a révélé qu'il avait envoyé ses documents à l'imprimeur avant la publication de 1872 de Berkeley et Curtis, établissant ainsi la priorité nomenclaturale selon les règles de la dénomination des champignons. 
En 1945, Singer a déclaré que le nom Boletus pictus était illégitime car il s'agissait d'un homonyme, déjà utilisé pour un Polypore décrit par Karl Friedrich Schultz en 1806. Le nom a été officiellement remplacé par Suillus spraguei en 1986 (Otto Kuntze avait précédemment transféré le taxon à Suillus en 1898).

### Étymologie
L'épithète spécifique spraguei est un hommage à Charles James Sprague qui a été le premier à collecter l'espèce, tandis que pictus signifie "peint" ou "coloré".

## Description du sporophore
L'hyménophore mesure 3-10 cm de diam., il est convexe puis largement convexe à subétalé, parfois déprimé, sec, méchuleux, rouge vin, parfois noirâtre au pourtour, à marge souvent appendiculée de restes véliques blanchâtres. Jeune il peut être conique
L'hyménium est jaune ocré pâle, brunissant avec l'âge et un peu au froissement.
Les pores sont anguleux et un peu disposés radialement, larges, 0,5-5 mm de largeur.
Les tubes sont souvent légèrement décurrents, non facilement détachables de la chair du chapeau, jaune ocré pâle, brunissant avec l'âge, 0,4-0,8 cm de longueur.
Le stipe, de 4-10 x 0,8-2 cm est égal à élargi vers la base, plein, chiné-fibrilleux, rouge vineux sur fond jaunâtre
Le voile partiel est blanchâtre ou rosé, fibrilleux-membraneux, laissant un petit anneau fibrilleux ou une zone annuliforme sur le pied.
La chair est jaunâtre, brunâtre dans le pied, rougissant puis brunissant légèrement à la coupe, à odeur et saveur indistinctes.
La sporée est brune.

## Galerie

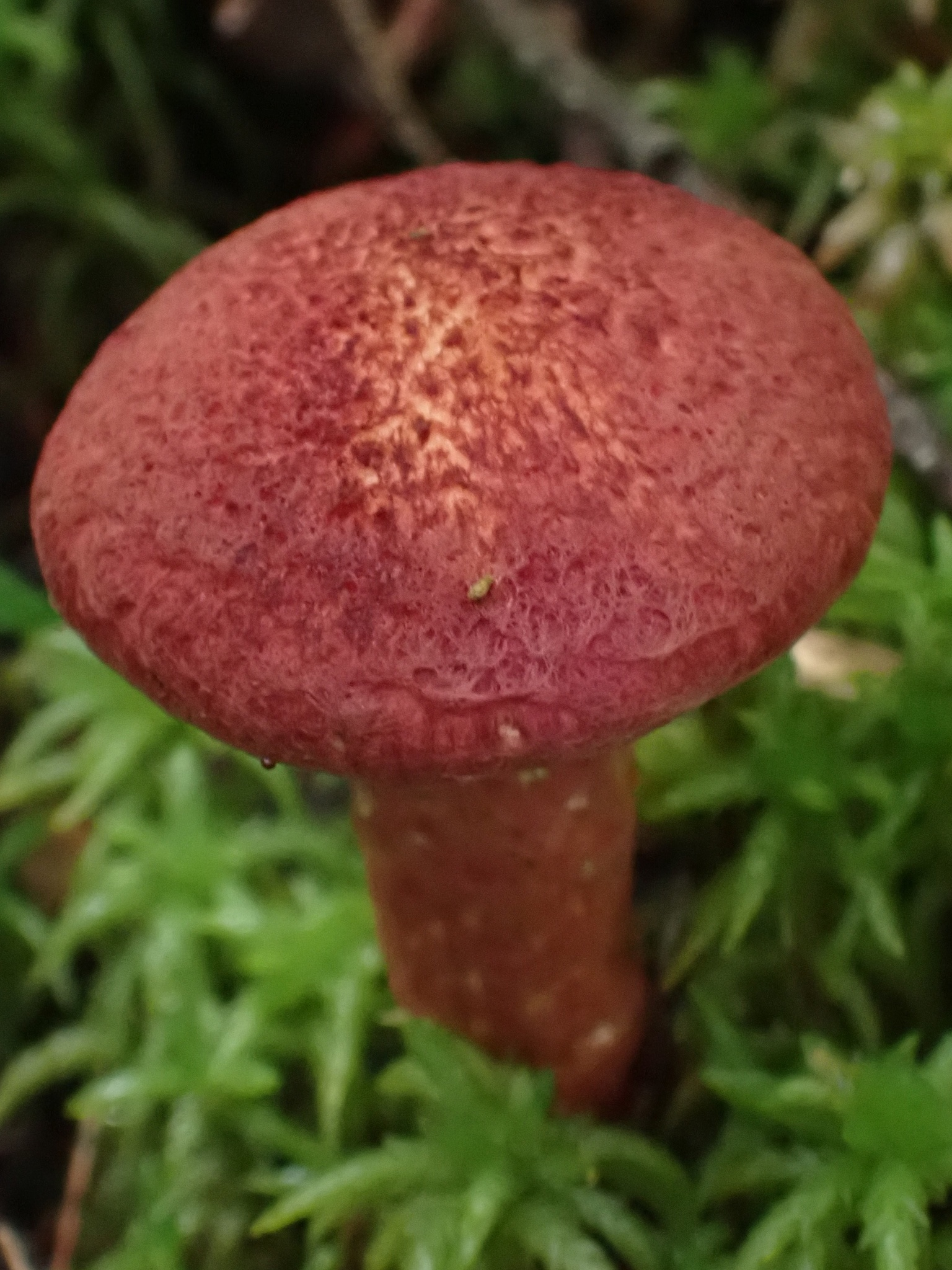
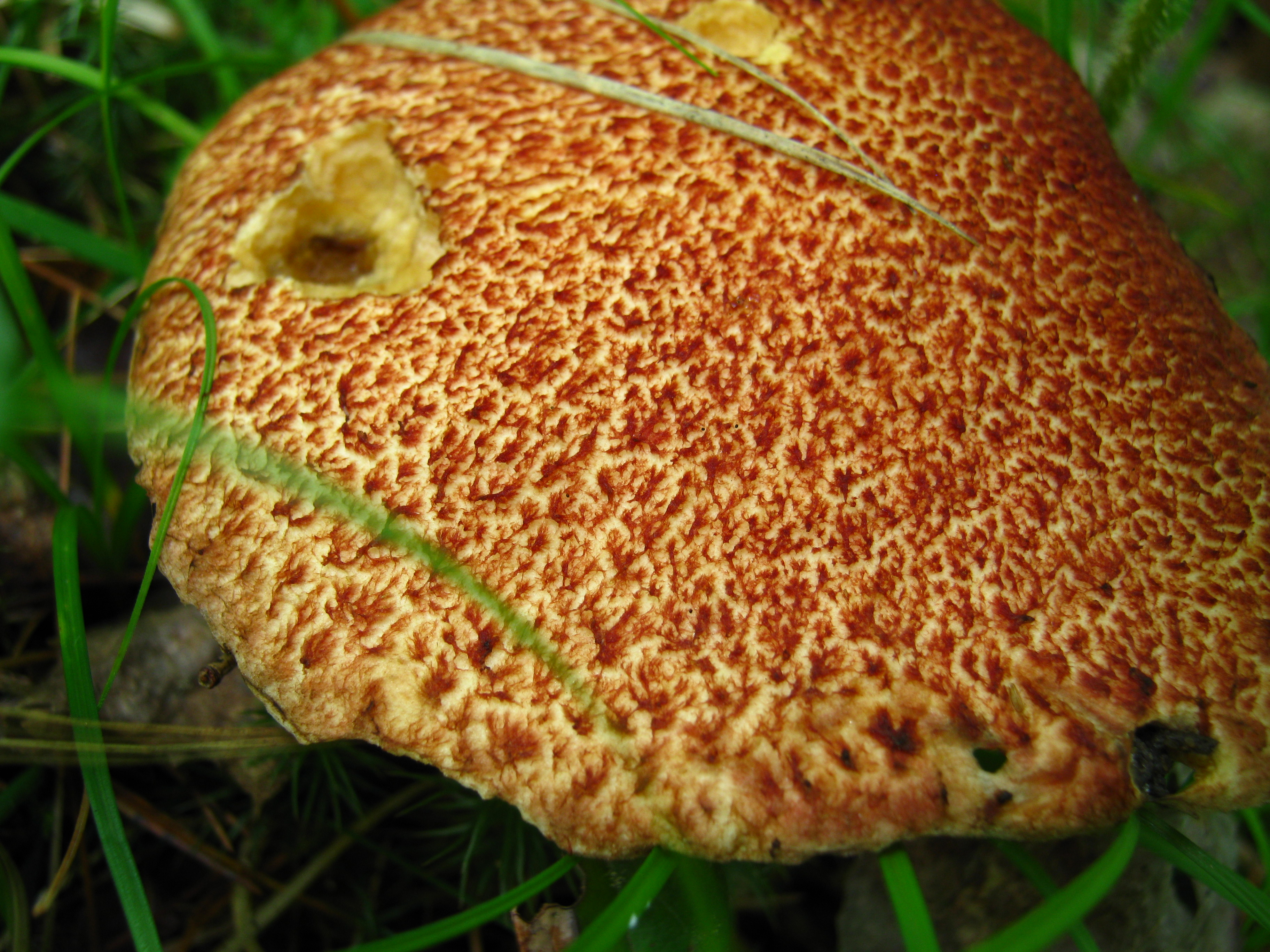
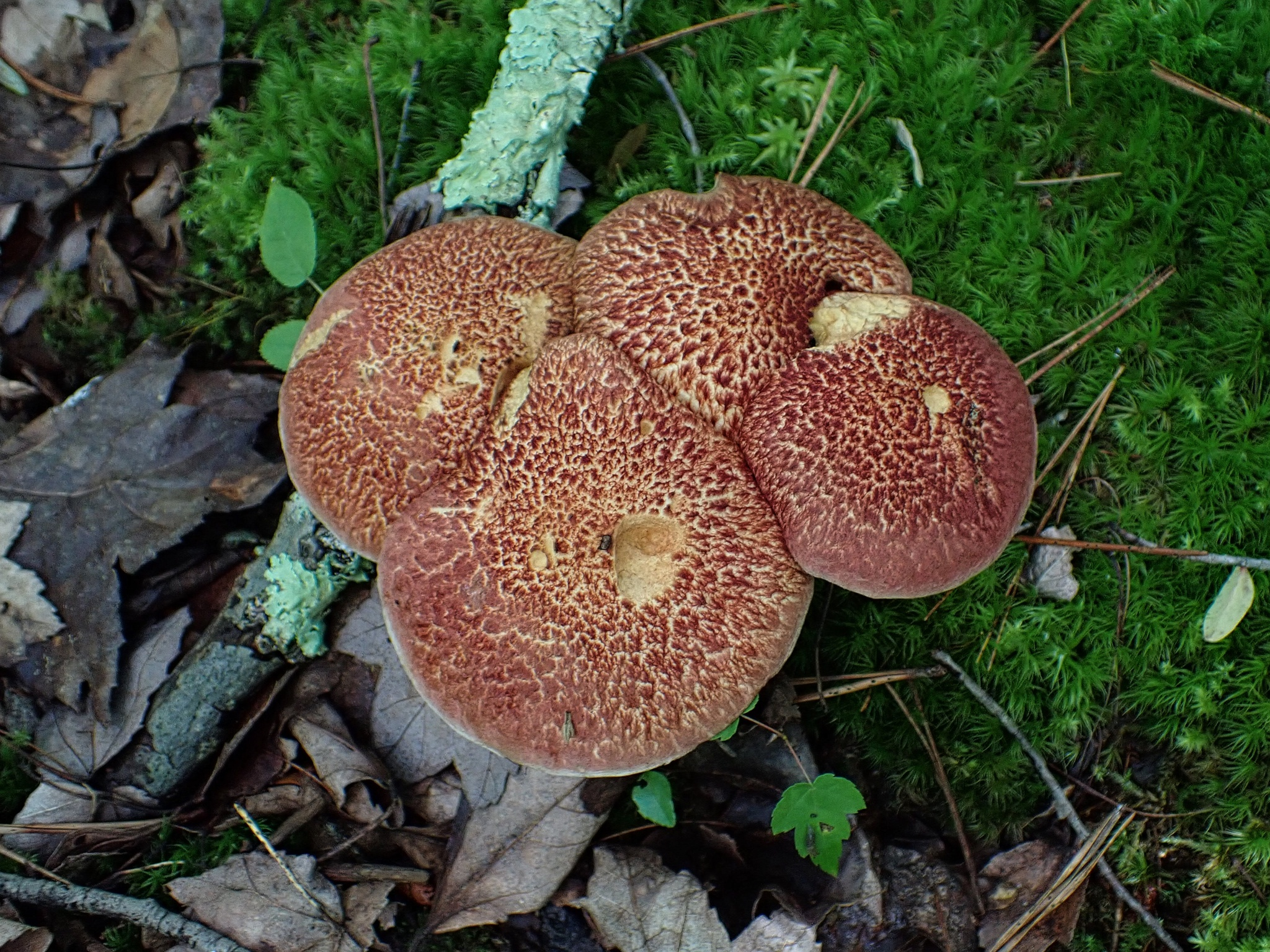
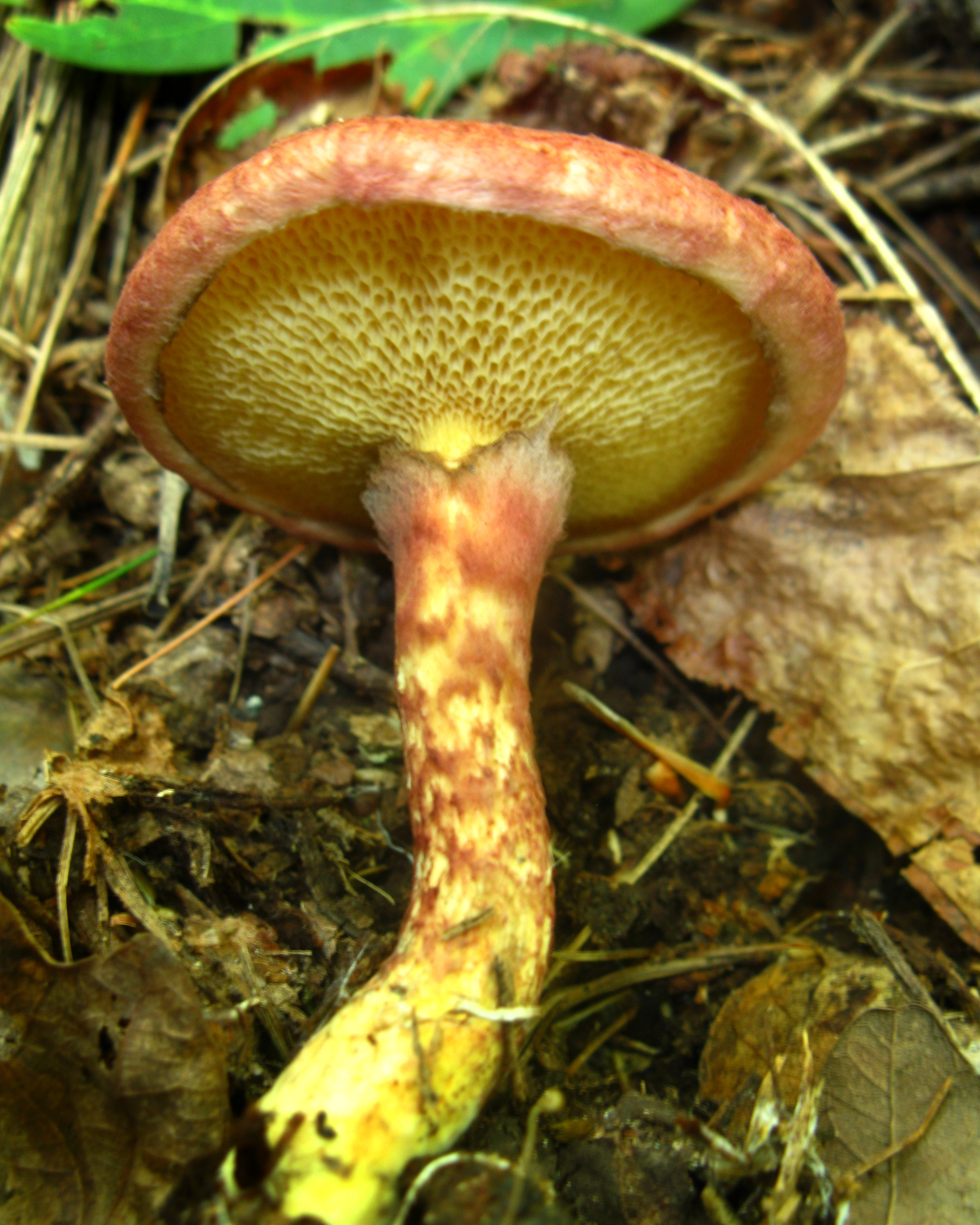
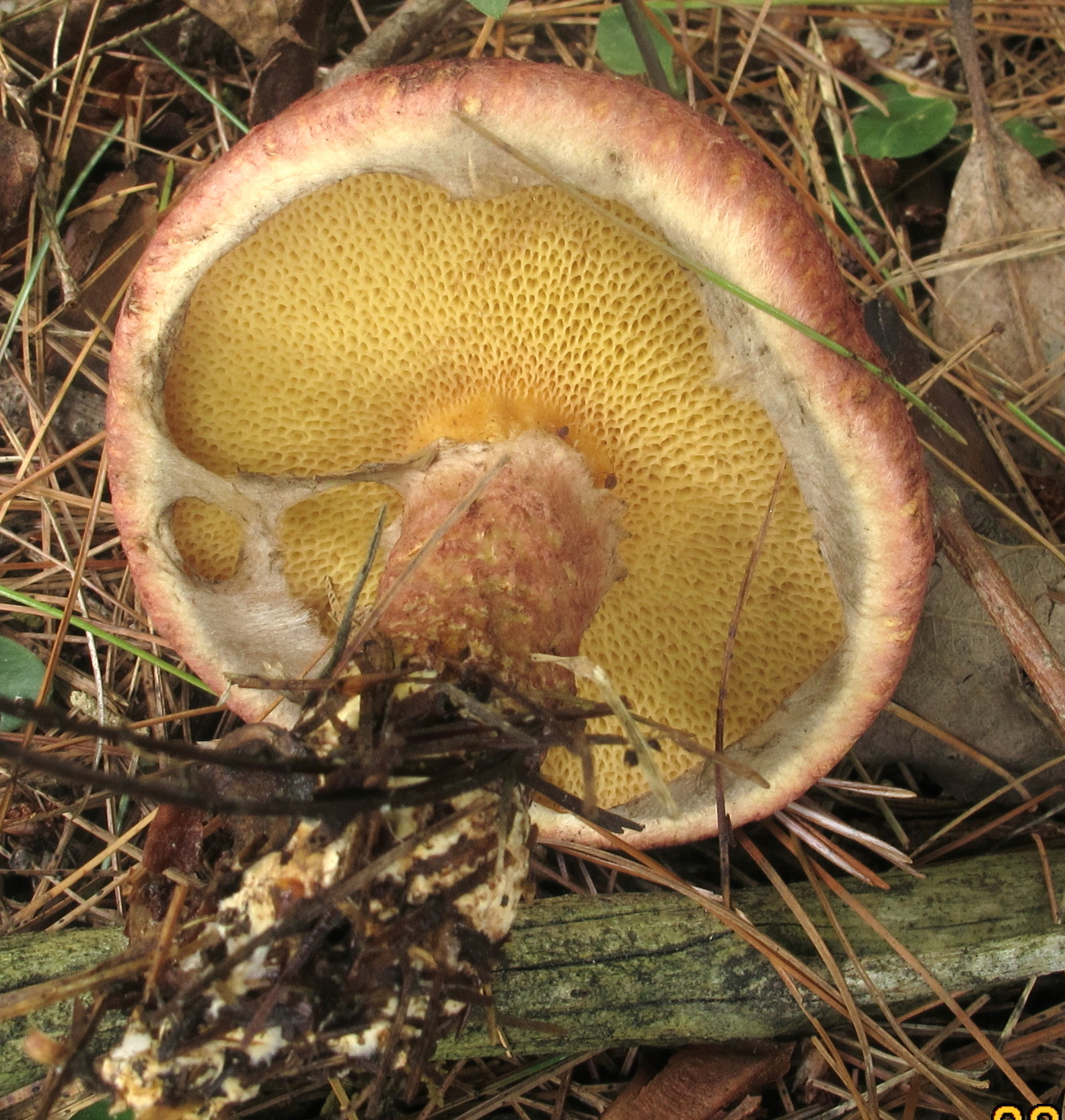
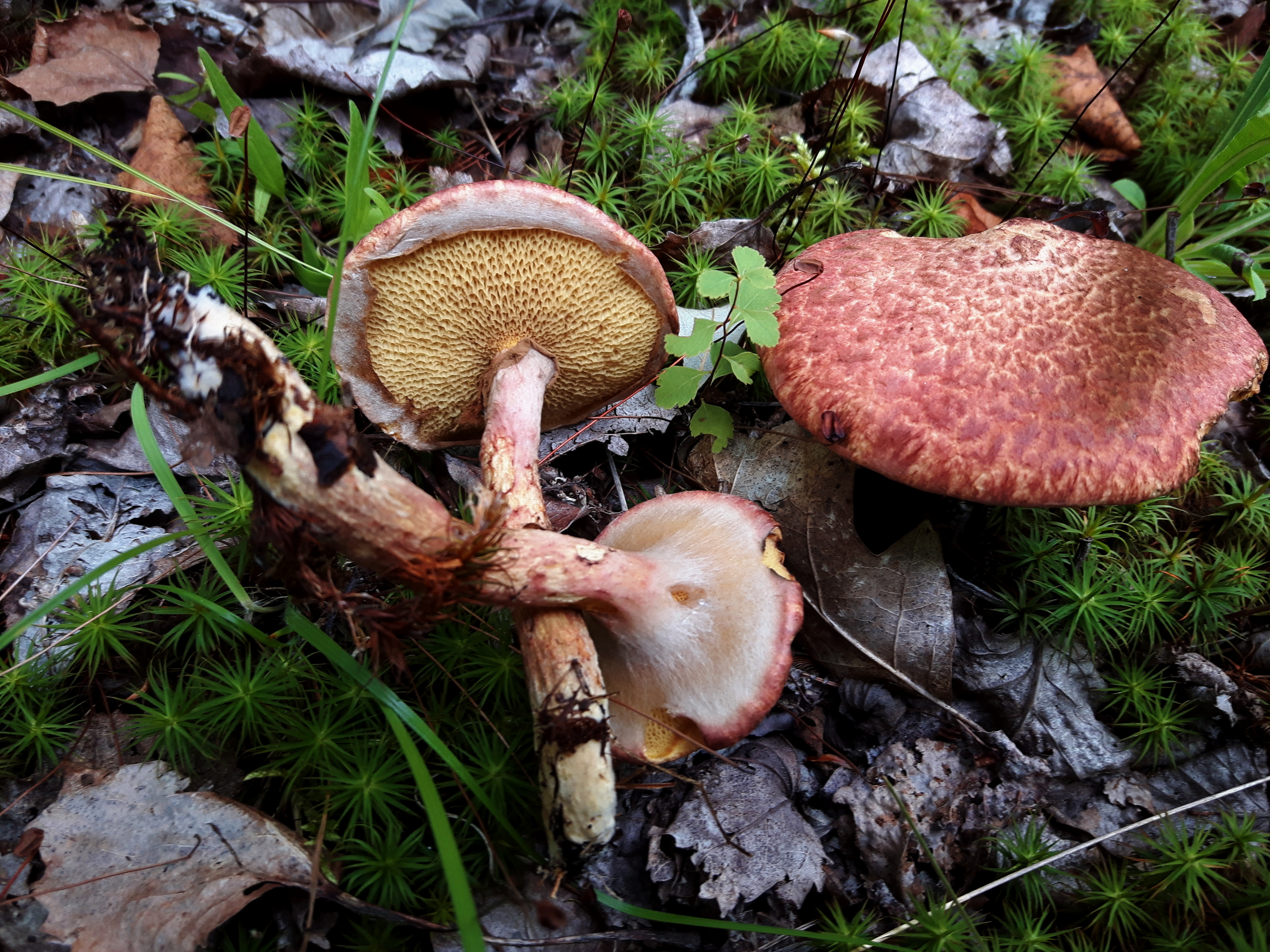
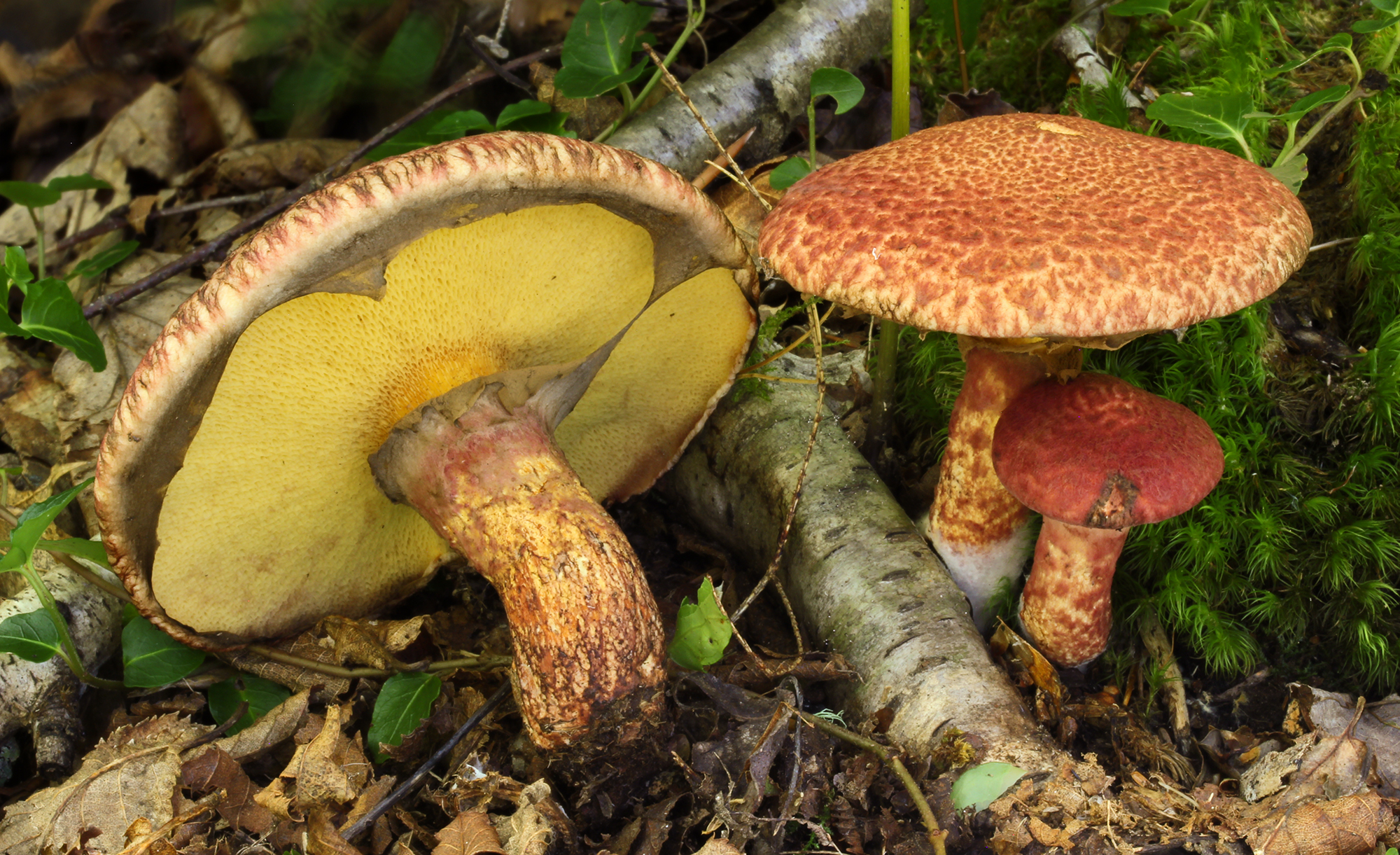
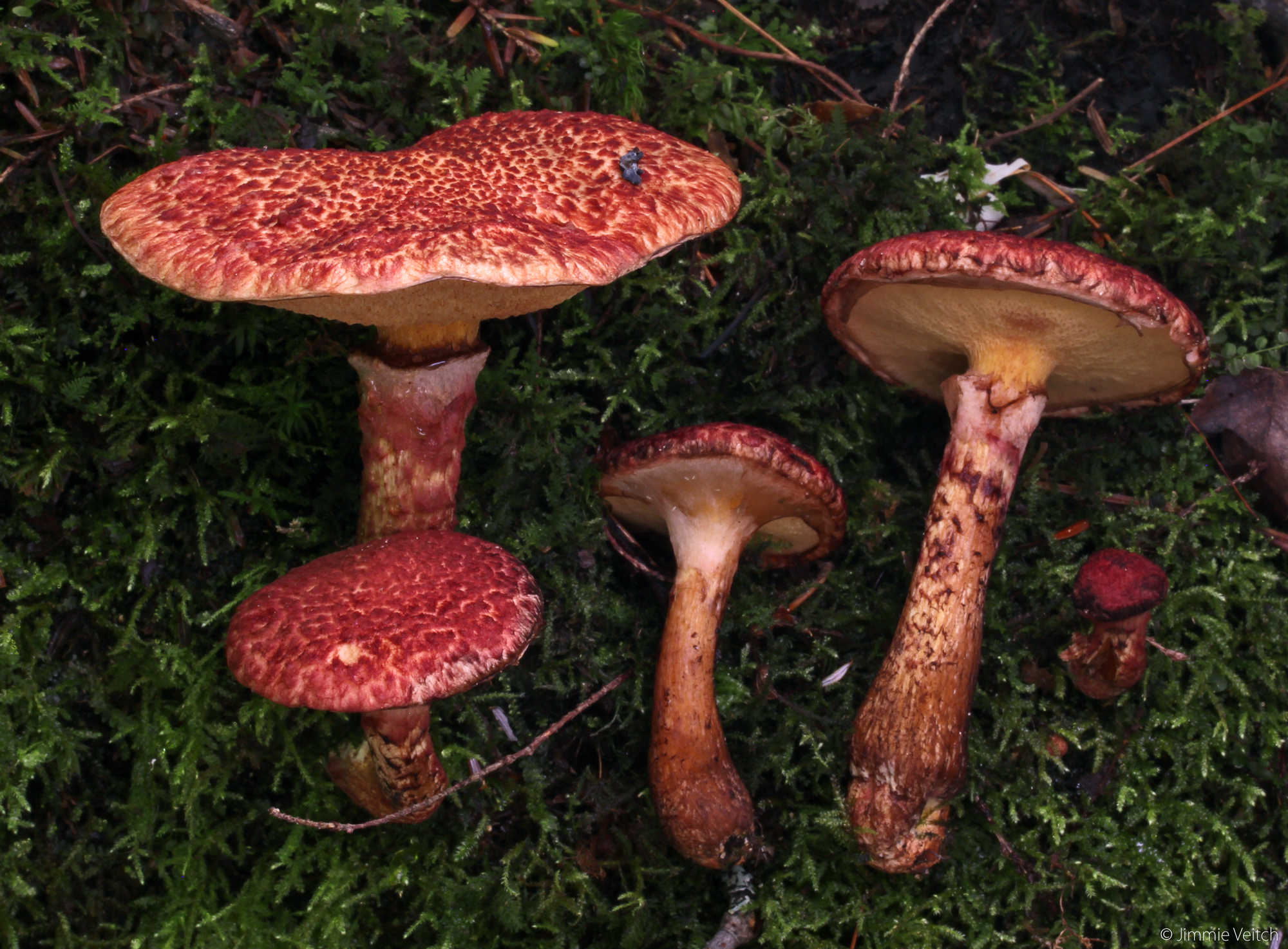
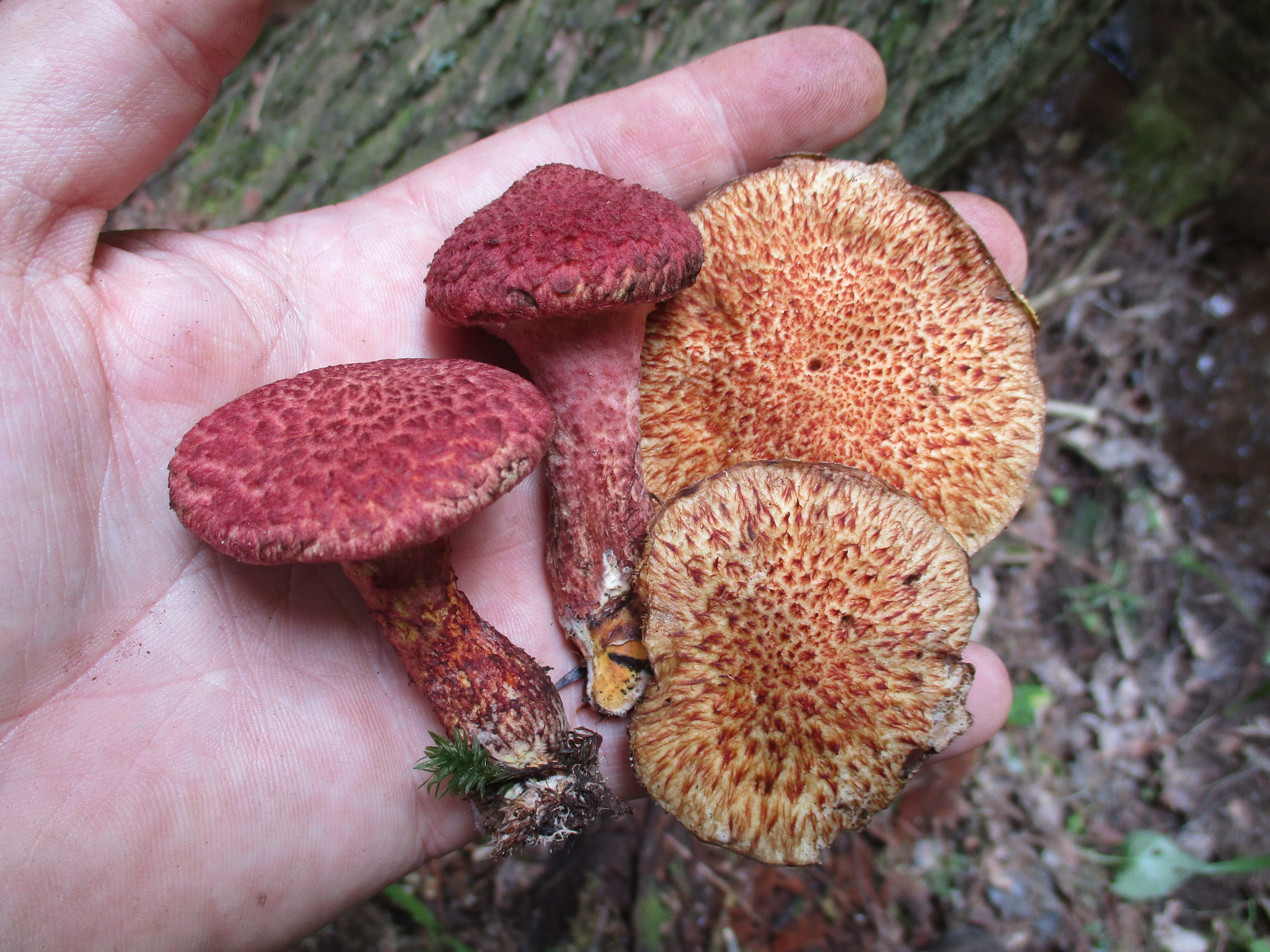

## Habitat
Dispersé ou grégaire ; sous le pin blanc, parfois parmi les sphaignes ; commun au Canada. Très rare en Europe.
Il suit la distribution du pin blanc partout au sud du Québec.

## Comestibilité
Comme tous les bolets du genre Suillus, le Bolet peint est un comestible médiocre, plus au moins laxatif selon la tolérance individuelle, la quantité consommée et le degré de maturité des spécimens consommés. Pour cela il est préconisé de ne cueillir que des jeunes spécimens, de retirer le pied fibreux, de peler la cuticule et de consommer une quantité modeste la première fois pour évaluer sa propre tolérance aux effets laxatifs.

## Confusions possibles
Suillus paluster, une espèce Américaine, diffère par sa petite taille, sa couche de tubes décurrente et son habitat sous le mélèze.

## Saison
D'août à septembre